# Furci
Furci ist eine italienische Gemeinde mit 800 Einwohnern in der Provinz Chieti in der Region Abruzzen.
Die Nachbargemeinden sind Cupello, Fresagrandinaria, Gissi, Monteodorisio, Palmoli und San Buono. Furci ist Mitglied in der Bergkommune Comunità Montana Medio Vastese.
Furci wurde rund um die Pfarrkirche San Sabino auf einem Hügel errichtet. Die Pfarrkirche verfügt noch über Statuen aus dem 15. Jahrhundert. Von der ehemaligen Befestigungsmauer ist nur noch ein runder Turm erhalten.
Nahe Furci wurde ein dem Angelo da Furci gewidmetes Sanktuarium errichtet.

## Weinbau
In der Gemeinde werden Reben der Sorte Montepulciano für den DOC-Wein Montepulciano d’Abruzzo angebaut.